# Ipermestra (Vivaldi)
Ipermestra (títol original en italià, en català Ipermestra), Ryom Verzeichnis 722, és una òpera en tres actes composta per Antonio Vivaldi sobre un llibret en italià d'Antonio Salvi. Es va estrenar el 1727 al Teatro della Pergola de Florència.